# FK Šilutė
Maillots
Le FK Šilutė est un club lituanien de football basé à Šilutė et fondé en 1964.

## Historique
- 1964 : Création du club
- 2004 : 1re participation au championnat de 1re division
- 2010 : champion de Lituanie de deuxième division

### Couleurs
| ŠILUTĖ | ŠILUTĖ |

## Bilan saison par saison
| Saison | D1  | D2 | Points | Journée | V   | N   | D   | B.P. | B.C. | Diff. |
| 2008   | ... |    | ...    | ...     | ... | ... | ... | ...  | ...  | ...   |
| 2007   | 9e  |    | 22 pts | 36      | 6   | 4   | 26  | 28   | 86   | -58   |
| 2006   | 9e  |    | 18 pts | 36      | 5   | 3   | 28  | 25   | 77   | -52   |
| 2005   | 6e  |    | 44 pts | 36      | 12  | 8   | 16  | 44   | 61   | -17   |
| 2004   | 6e  |    | 25 pts | 28      | 6   | 7   | 15  | 34   | 44   | -10   |
| 2003   |     | 3e | 67 pts | 34      | 21  | 4   | 9   | 72   | 39   | +33   |